# Instituto Tecnológico de Hermosillo
 (décembre 2023).
Si vous disposez d'ouvrages ou d'articles de référence ou si vous connaissez des sites web de qualité traitant du thème abordé ici, merci de compléter l'article en donnant les références utiles à sa vérifiabilité et en les liant à la section « Notes et références ».
 (décembre 2023).
La mise en forme du texte ne suit pas les recommandations de Wikipédia : il faut le « wikifier ».
Les points d'amélioration suivants sont les cas les plus fréquents. Le détail des points à revoir est peut-être précisé sur la page de discussion.
- Les titres sont pré-formatés par le logiciel. Ils ne sont ni en capitales, ni en gras.
- Le texte ne doit pas être écrit en capitales (les noms de famille non plus), ni en gras, ni en italique, ni en « petit »…
- Le gras n'est utilisé que pour surligner le titre de l'article dans l'introduction, une seule fois.
- L'italique est rarement utilisé : mots en langue étrangère, titres d'œuvres, noms de bateaux, etc.
- Les citations ne sont pas en italique mais en corps de texte normal. Elles sont entourées par des guillemets français : « et ».
- Les listes à puces sont à éviter, des paragraphes rédigés étant largement préférés. Les tableaux sont à réserver à la présentation de données structurées (résultats, etc.).
- Les appels de note de bas de page (petits chiffres en exposant, introduits par l'outil «  Source ») sont à placer entre la fin de phrase et le point final[comme ça].
- Les liens internes (vers d'autres articles de Wikipédia) sont à choisir avec parcimonie. Créez des liens vers des articles approfondissant le sujet. Les termes génériques sans rapport avec le sujet sont à éviter, ainsi que les répétitions de liens vers un même terme.
- Les liens externes sont à placer uniquement dans une section « Liens externes », à la fin de l'article. Ces liens sont à choisir avec parcimonie suivant les règles définies. Si un lien sert de source à l'article, son insertion dans le texte est à faire par les notes de bas de page.
- La présentation des références doit suivre les conventions bibliographiques. Il est recommandé d'utiliser les modèles {{Ouvrage}}, {{Chapitre}}, {{Article}}, {{Lien web}} et/ou {{Bibliographie}}. Le mode d'édition visuel peut mettre en forme automatiquement les références.
- Insérer une infobox (cadre d'informations à droite) n'est pas obligatoire pour parachever la mise en page.

Pour une aide détaillée, merci de consulter Aide:Wikification.
Si vous pensez que ces points ont été résolus, vous pouvez retirer ce bandeau et améliorer la mise en forme d'un autre article.
 L'Institut technologique de Hermosillo (Instituto Tecnológico de Hermosillo) est une école de niveau supérieur situé à Hermosillo, la capitale de l'État de Sonora, au Mexique. Cette institution fait partie du Technologique National du Mexique (TecNM), créé en tant qu'organe déconcentré du Secrétariat de l'Éducation publique. Le TecNM regroupe 266 institutions, parmi lesquelles 126 sont des Instituts Technologiques Fédéraux; six d'entre eux sont situés à Sonora, dont l'ITH.

## Histoire
En 1974, le gouverneur de l'État de Sonore á l'époque, Lic. Carlos Armando Biebrich Torres, a entrepris des démarches pour que cette institution soit établie à l'ouest de la ville. Le 12 octobre 1975, les cours ont officiellement debuté avec une promotion de 136 élèves et quatre filières de niveau moyen supérieur, á savoir : technicien en air conditionné et réfrigération, technicien mécanicien, technicien en électronique et technicien en électricité. De plus, 40 élèves suivaient des cours propédeutiques de niveau supérieur aux filières d'ingénierie.
Sur une superficie de 216.533 m², ils ont initialement construit 6 salles de cours pouvant accueillir 40 élèves chacune, un salon de dessin, trois ateliers, un laboratoire de physique et de chimie. Le personnel administratif comprenait Horacio Núñez Martínez en tant que directeur de l'institution, et Nicolás Echevarria Díaz en tant que sous-directeur, ainsi que 6 chefs de département et 45 membres du personnel enseignant, administratif et de services.
En janvier 1976, les cours d'ingénieur industriel mécanicien et d'ingénieur industriel électronique ont officiellement débuté. Le 19 octobre 1976, sous le gouvernorat d'Alejandro Carrillo Marcor, l'Institut technologique régional de Hermosillo a été inauguré officiellement par le président de la République, Luis Echeverría Álvarez.
- 1979: les premiers élèves de niveau supérieur obtiennent leur diplôme
- 1984: L'institution se constitue exclusivement comme établissement d'éducation supérieure
- 1990: ouverture de la spécialité en systèmes informatiques
- 2005: début de la spécialité en mécatronique

## Offre Éducative

### Professionnel
- Licence en Administration
- Génie de l'Aéronautique
- Génie biomédical
- Génie électrique
- Génie électronique
- Génie industriel
- Génie industriel en anglais
- Génie informatique
- Génie mécanique
- Génie mécatronique
- Génie en gestion des entreprises
- Génie en systèmes informatiques

### Masters et doctorats
- Master en administration
- Master en Génie électrique
- Master en Génie industriel
- Doctorat en Sciences de l'ingénierie

Il accueille actuellement plus de 5000 étudiants en licence et en postgrade. Il compte un personnel de 300 personnes, comprenant des professeurs et des employés administratifs.